# Virgen de la Vega (Salamanca)
Santa María de la Vega (de forma coloquial, Virgen de la Vega) es la advocación de la Virgen María patrona de Salamanca. Su festividad es el día 8 de septiembre, día en el que comienzan las ferias de la ciudad.
La Virgen de la Vega, es la patrona de la ciudad de Salamanca desde hace siglos. Cuenta la leyenda que la Virgen ayudó a los salmantinos y los defendió del asalto de las tropas que querían invadirla en 1706 durante la Guerra de Sucesión Española.

## Imagen
La talla de esta virgen, de estilo románico, era la titular del monasterio salmantino de Santa María de la Vega, situado en la vega del río Tormes, perteneciente a los canónigos regulares dependientes de los de San Isidoro de León. Ante la ruina de esta iglesia, fue trasladada a otra y más tarde al convento de San Esteban, donde permaneció de 1842 a 1904 que es cuando se instaló definitivamente en el altar mayor de la Catedral Vieja.

### Descripción
Por su técnica se ha datado de finales del siglo XII; la escultura mide 72 centímetros de altura. Se compone de dos figuras, la Virgen con el Niño sentado sobre la rodilla izquierda. Está realizada en madera y recubierta de piezas de cobre dorado y ornamentos formados por cabujones de pedrería de colores. El rostro de la Virgen y la cabeza del Niño junto con las manos de ambos son de bronce fundido y sin dorar. Los ojos en la cara ovalada de la Madre son de azabache y el rostro del Niño con unas facciones infantiles, recordando ya al estilo gótico, presenta los ojos de vidrio azul.
Las vestiduras son de chapa modelada a martillo sobre la madera tallada y sujeta a ella por medio de clavillos también de cobre. Los adornos de cabujones llevan piedras azules, verdes y rojas. La cabeza de la Virgen esta cubierta con un velo y sobre éste una corona real moderna sustituye a la anterior.
El trono no tiene respaldo, está esmaltado y sus partes frontales están adornadas con querubines dentro de aureolas. En todo alrededor del trono, dentro de unos arcos se encuentran unas figuras en relieve, esmaltadas sobre un fondo dorado, representando a los apóstoles. Los colores empleados son el azul turquesa, azul cobalto, rojo, verde, amarillo, negro y blanco alternados.